# Mobilcover
Et mobilcover er type accessories til mobiltelefoner, der bruges til at beskytte mod stød, slag, skrammer og tab. Det er også med til at personliggøre ens telefon og skille den ud fra mængden. Der findes mange former og typer af covers. Det kan fremstilles i en række materialer bl.a. gummi, plast og læder og fås i forskellige farver eller mønster.
Der findes flere forskellige typer covers
- Battericover (cover med indbygget ekstra batteri)
- Bagcover (bagcover beskytter bagsiden af telefonen)
- Kombicover (fremstillet af flere forskellige materialer, der er sat sammen i flere lag)
- Bumper cover (ramme udenom telefonen, der er en simpel beskyttelse mod tab eller lign)